# Arno Gruen
 (janvier 2016).
Si vous disposez d'ouvrages ou d'articles de référence ou si vous connaissez des sites web de qualité traitant du thème abordé ici, merci de compléter l'article en donnant les références utiles à sa vérifiabilité et en les liant à la section « Notes et références ».
Pour les articles homonymes, voir Gruen.
Arno Gruen , né le 26 mai 1923 à Berlin et mort le 20 octobre 2015 à Zurich, est un écrivain, philosophe, psychologue et psychothérapeute allemano-suisse.
Il choisit de s'installer à Zurich après avoir vécu plusieurs décennies aux États-Unis.

## Biographie
Les parents de Gruen étaient juifs. En 1936, sa famille fuit l'Allemagne nazie pour émigrer aux États-Unis via la Pologne et le Danemark. Le jeune Arno emporta avec lui trois livres : un dictionnaire, un volume de poèmes de Chaim Nachman Bialik et la Bible.
Il étudia la psychologie à New York et en 1958 ouvrit un cabinet de psychothérapie. En 1961 il passa sa thèse avec Theodor Reik. Puis il occupa différents postes, dont celui de professeur de psychologie à la Rutgers University, dans le New Jersey. Depuis 1979 il vit et exerce à Zurich, en Suisse.
À New York, Gruen était l'ami de l'écrivain Henry Miller, qui l'a beaucoup influencé.
En 2001 il reçut le prix frère et sœur Scholl pour son livre Der Fremde in uns.
Il a deux filles : Margaret et Constance.

### Combat en faveur de la démocratie
Arno Gruen a publié en 2002 Le combat pour la démocratie. Gruen avait commencé la rédaction en mai 2001, avant les attentats du 11 septembre, qui ont beaucoup influencé le livre. Gruen s'y préoccupe des causes de la destructivité humaine.

## Œuvres
- Autonomy and Identification: The Paradox of their Opposition, The International Journal of Psychoanalysis, Vol. 49 1968 (4), p. 648; 1968
- Der Verrat am Selbst – Die Angst vor Autonomie bei Mann und Frau; 1984 (traduction : La Trahison du moi Éditions Laffont 1991)
- Der Wahnsinn der Normalität – Realismus als Krankheit. Eine grundlegende Theorie zur menschlichen Destruktivität; 1987,  (ISBN 3-423-35002-4)
- Falsche Götter. Über Liebe, Hass und die Schwierigkeit des Friedens; 1991
- Der Verlust des Mitgefühls – Über die Politik der Gleichgültigkeit; 1997
- Ein früher Abschied. Eine Deutung des plötzlichen Kindstodes; 1999
- The Need to Punish: The Political Consequences of Identifying With the Aggressor; in: The Journal of Psychohistory 27 (1999), 136-154
- Der Fremde in uns; 2000, Klett-Cotta,  (ISBN 3-608-94282-3)
- Die politischen Konsequenzen der Identifikation mit dem Aggressor - Das Bedürfnis, bestrafen zu müssen; in: Behinderte in Familie, Schule und Gesellschaft 01/2000, Graz (lire en ligne)
- Hass in der Seele. Verstehen, was uns Böse macht (zusammen mit Doris Weber), 2001, HERDER spektrum,  (ISBN 3-451-05154-0)
- Surrendering the Self: The Reduction of Identity to Identification with the Aggressor (The Cases of Hermann Goering and Rudolf Hess); in: The Journal of Psychohistory 28 (2001), 362-451
- Der Kampf um die Demokratie; 2002,  (ISBN 3-423-34128-9)
- The Hitler Myth; in: The Journal of Psychohistory 29 (2002), 312-327
- Verratene Liebe - Falsche Götter Ansichten und Einblicke; 2003,  (ISBN 978-3-423-34342-8),  (ISBN 3-423-34342-7)
- An Unrecognized Pathology: The Mask of Humaneness; in: The Journal of Psychohistory 30 (2003), 266-272
- (de) Die Konsequenzen des Gehorsams für die Entwicklung von Identität und Kreativität. Contribution aux 53e Semaines de la psychothérapie de Lindau, le 12 avril 2003 (lire en ligne)
- Ich will eine Welt ohne Kriege; Stuttgart: Klett-Cotta. 2006.